# Imposto do pecado
Um imposto do pecado (também conhecido como imposto suntuário ou imposto sobre vício) é um imposto de consumo cobrado especificamente sobre determinados produtos considerados prejudiciais à sociedade e aos indivíduos, como álcool, tabaco, drogas, doces, refrigerantes, fast foods, café, açúcar, jogos de azar, vaping, cannabis (onde for legal para uso recreativo) e pornografia. Em contraste com os impostos pigouvianos, que são para pagar pelos danos à sociedade causados por esses produtos, os impostos do pecado aumentam o preço em um esforço para diminuir o uso desses produtos. O aumento de um imposto de pecado geralmente é mais popular do que o aumento de outros impostos. No entanto, esses impostos têm sido frequentemente criticados por onerar os pobres e tributar desproporcionalmente os dependentes físicos e mentais.

## Resumo
A promulgação de impostos do pecado em atividades prejudiciais varia de acordo com a jurisdição. Em muitos casos, os impostos suntuários são implementados para mitigar o uso de álcool e tabaco, jogos de azar e veículos que emitem poluentes em excesso. O imposto suntuário sobre o açúcar e os refrigerantes também foi sugerido. Algumas jurisdições também cobraram impostos sobre drogas recreativas, como a maconha, onde ela foi legalizada e regulamentada.
A receita gerada pelos impostos do pecado apoia muitos projetos imperativos para a realização de metas sociais e econômicas. As cidades e os condados americanos utilizaram fundos dos impostos do pecado para expandir a infraestrutura, enquanto na Suécia o imposto sobre jogos de azar é usado para ajudar pessoas com problemas com jogos de azar. A aceitação pública dos impostos suntuários pode ser maior do que a do imposto de renda ou do imposto sobre vendas.

## Posições

### Apoio
- Os proponentes argumentam que o consumo de tabaco e álcool, os comportamentos associados ao consumo, ou tanto o consumo quanto os comportamentos de consumo, são imorais ou "pecaminosos", daí o rótulo "imposto do pecado". Por exemplo, os anestesiologistas da Mayo Clinic, Michael Joyner e David Warner, apoiam o aumento dos impostos sobre o tabaco e o álcool, com o objetivo de usar códigos tributários para ajudar a mudar o comportamento e melhorar a saúde.[6]
- O consumo de tabaco e álcool tem sido associado a uma variedade de problemas médicos. Somente nos Estados Unidos, mais de 440.000 mortes anuais são consideradas relacionadas ao tabagismo.[7][8] Uma síntese de 67 estudos constatou que havia evidências indicando que a tributação do tabaco é responsável pela "redução do comportamento de fumar entre jovens, adultos jovens e pessoas de baixo nível socioeconômico, em comparação com a população em geral", embora não tenha sido encontrada nenhuma evidência indicando que isso fosse verdade para fumantes de longa data ou índios americanos.[9]
- De acordo com o argumento médico, os consumidores de tabaco e álcool causam um ônus financeiro maior para a sociedade ao forçar outras pessoas a pagar pelo tratamento médico das condições decorrentes desse consumo, especialmente na maioria dos países de primeiro mundo com assistência médica financiada pelo governo.[10][11][12][13]
- Os argumentos morais, médicos e financeiros são ocasionalmente considerados em noticiários contemporâneos.[14]

### Oposição
- Os impostos sobre o pecado resultam na fabricação ilegal, no contrabando e/ou no roubo total dos produtos tributados, às vezes para uso pessoal, mas frequentemente para venda no mercado negro.[15][16]
- Os críticos do imposto do pecado argumentam que ele é um imposto regressivo por natureza e discrimina as classes mais baixas. Os impostos do pecado geralmente são avaliados em uma alíquota fixa, o que significa que eles representam uma parcela muito maior do preço de um x pelos ricos. Além disso, as alíquotas do imposto do pecado de produtos como álcool ou cigarros normalmente não levam em conta a capacidade de pagamento, portanto, as pessoas pobres pagam uma parcela muito maior de sua renda como imposto.[17][18]
- Os críticos também argumentam que os impostos do pecado não afetam o comportamento dos consumidores da maneira que os defensores do imposto sugerem, por exemplo, aumentando a propensão dos fumantes a fumar cigarros mais baratos, com alto teor de alcatrão e alto teor de nicotina quando o imposto por maço é aumentado[19] e aumentando a taxa de pessoas que misturam suas próprias bebidas em vez de comprar bebidas alcoólicas pré-misturadas.[20]
- O governo pode se tornar dependente da receita do imposto e ter de incentivar o comportamento "pecaminoso" para manter o fluxo de receita.[21]